# Laitakari (ö i Finland, Norra Österbotten, Uleåborg)
Laitakari är en ö i Finland. Den ligger i Bottenviken och i kommunen Uleåborg i den ekonomiska regionen  Uleåborgs ekonomiska region i landskapet Norra Österbotten, i den norra delen av landet. Ön ligger omkring 15 kilometer väster om Uleåborg och omkring 540 kilometer norr om Helsingfors.
Öns area är 0,9 hektar och dess största längd är 150 meter i öst-västlig riktning.